# Љубомир Травица
Љубомир Травица (Ервеник, 1. октобар 1954) српски је одбојкаш и тренер.

## Биографија
Травица је рођен у Ервенику код Книна (бивша СР Хрватска, данас Република Хрватска). Одбојкашку каријеру је почео у ОК Младост из Загреба. Био је члан југословенске одбојкашке репрезентације на Летњим олимпијским играма у Москви 1980.
Године 1983. прешао је у италијански Панини из Модене. У Серији А1 наступао је за Падову а у Серији А2 за Вимеркате и Бругерио. Тренерску каријеру је започео 1991. у Серији Б1 у клубу Валдањо. Потом је био тренер још неколико клубова из А1 или А2 серије, да би 2002. прешао у Грчку и постао тренер Олимпијакоса. Од 2003. до 2006. био је тренер Одбојкашке репрезентације Србије и Црне Горе.
Од 2008. до 2011. године био је тренер клуба АССЕКО Ресовија Жешов из Пољске.
Његов син Драган је такође одбојкаш и наступа за одбојкашку репрезентацију Италије.